# Nathan Ordaz
Nathan Rafael Ordaz (Van Nuys, valle de San Fernando, Estados Unidos, 12 de enero de 2004) es un futbolista salvadoreño. Nacido en Estados Unidos, de padre mexicano y madre salvadoreña, representa a la selección de fútbol de El Salvador. Juega de delantero y su equipo actual es Los Angeles F.C  de la MLS. 

## Trayectoria

### Los Angeles Football Club
Ordaz firmó con la academia de Los Angeles Football Club en 2018, después de competir previamente con el club Real So Cal. Compitió con la Los Angeles FC Academy en la UPSL en 2021. El 22 de abril de 2022, Ordaz firmó un contrato de jugador canterano con el LAFC con contrato hasta 2025. Ordaz fue cedido a Las Vegas Lights, filial en la USL del LAFC, para la temporada 2022.

## Selección nacional
Ordaz juega en la selección de fútbol de El Salvador El Salvador. Ha representado a El Salvador en la categoría sub-19 en 2021, incorporándose a la selección sub-19 en el campo de entrenamiento y jugando con el equipo en la Dallas Cup. También jugó cinco partidos internacionales con la selección sub-20. En mayo de 2022, Ordaz se comprometió a representar a México a nivel internacional, y fue incluido en el róster preliminar para el Campeonato Sub-20 de la Concacaf de 2022.

## Clubes
Actualizado al último partido jugado el 14 de octubre de 2024.
| Las Vegas Lights Football Club Estados Unidos | 2.ª                 | 2022                | 17 | 0 | - | - | - | - | 17 | 0 |
| Las Vegas Lights Football Club Estados Unidos | Total               | Total               | 17 | 0 | 0 | 0 | 0 | 0 | 17 | 0 |
| Los Angeles FC 2 Estados Unidos               | 3.ª                 | 2023                | 10 | 2 | - | - | - | - | 10 | 2 |
| Los Angeles FC 2 Estados Unidos               | Total               | Total               | 10 | 2 | 0 | 0 | 0 | 0 | 10 | 2 |
| Los Angeles Football Club Estados Unidos      | 1.ª                 | 2023                | 19 | 0 | 2 | 0 | 3 | 2 | 24 | 2 |
| Los Angeles Football Club Estados Unidos      | 1.ª                 | 2024                | 17 | 1 | 3 | 0 | 2 | 0 | 22 | 1 |
| Los Angeles Football Club Estados Unidos      | Total               | Total               | 36 | 1 | 5 | 0 | 5 | 2 | 46 | 3 |
| Los Angeles FC 2 Estados Unidos               | 3.ª                 | 2024                | 8  | 2 | - | - | - | - | 8  | 2 |
| Los Angeles FC 2 Estados Unidos               | Total               | Total               | 8  | 2 | 0 | 0 | 0 | 0 | 8  | 2 |
| Los Angeles Football Club Estados Unidos      | 1.ª                 | 2025                |    |   |   |   |   |   |    |   |
| Los Angeles Football Club Estados Unidos      | Total               | Total               | 0  | 0 | 0 | 0 | 0 | 0 | 0  | 0 |
| Total en su carrera                           | Total en su carrera | Total en su carrera | 71 | 5 | 5 | 0 | 5 | 2 | 81 | 7 |
| (2) No incluye goles en partidos amistosos.   |                     |                     |    |   |   |   |   |   |    |   |

### Inferiores
| Club                                | País           | Año         | Partidos | Goles |
| ----------------------------------- | -------------- | ----------- | -------- | ----- |
| Real So Cal                         | Estados Unidos | 2010 - 2016 |          |       |
| Los Angeles Football Club Academy   | Estados Unidos | 2016 - 2019 |          |       |
| Los Angeles Football Club Sub-16/17 | Estados Unidos | 2019 - 2020 | 7        | 2     |
| Los Angeles Football Club Sub-17    | Estados Unidos | 2021        | 3        | 0     |
| Los Angeles Football Club Sub-19    | Estados Unidos | 2021        | 1        | 0     |
| Total:                              | Total:         | Total:      | 11       | 2     |

### Selección nacional Mayor
| Selección                                  | Año                 | Partidos | Goles |
| ------------------------------------------ | ------------------- | -------- | ----- |
| El Salvador                                |                     |          |       |
| 2024 -2025                                 | 6                   | 0        |       |
| Total en su carrera                        | Total en su carrera | 6        | 0     |
| Estadísticas hasta el 13 de julio de 2025. |                     |          |       |